# 久保七瀬
久保 七瀬（くぼ ななせ、1986年7月1日 - ）は、日本のファッションモデル。HYBRID BANKに所属していた。大阪府出身。

## 経歴
- 2008年 - ネット通販「夢展望」でモデル出演。
- 2009年 - ネット通販「カービーズ」でモデル出演。
- 2009年 - 雑誌「小悪魔ageha」1月号、「姫style」8月号・10月号、「Yukai+」vol,6 の表紙にそれぞれ掲載。
- 2010年 - 雑誌「姫style」2月号の表紙に掲載。
- 2011年 - ネット通販「L-Mary」でモデル出演。

### 私生活
- 2019年9月11日 - 結婚したことを自身のインスタグラムで発表、相手の詳細については明かさなかった。

## 出演

### テレビ
- テレビ大阪「えらばん」（レギュラー出演）

### 雑誌
- 姫style
- S Cawaii!
- Nuts
- Ranzuki
- 小悪魔ageha
- Honey girl
- Yukai+
- Betty
- 盛り髪カタログ
- 髪姫
- LUNA Women

### ネット通販
- 夢展望
- カービーズ
- L-Mary
- 姫系 curvy's

### ファッションショー
- STELLA
- SWEETNESS
- 近鉄百貨店